# David Olère
David Olère (ur. 19 stycznia 1902 w Warszawie, zm. 21 sierpnia 1985 pod Paryżem) – malarz i plakacista polskiego pochodzenia.
Należał do tzw. szkoły paryskiej i obracał się w kręgach artystycznych Paryża lat 20. i 30. XX wieku na Montmartrze i Montparnassie.
20 lutego 1943 roku został aresztowany przez policję francuską i deportowany 2 marca 1943 roku został wywieziony transportem do KL Auschwitz. Przez cały okres pobytu w obozie pracował w Sonderkommando z numerem 106144.
Ewakuowany 19 stycznia 1945 roku.
Po powrocie z wojny i obozów poświęcił się upamiętnieniu w swoich pracach przeżyć obozowych. Jego wspomnienia były tym bardziej okrutne, gdyż był członkiem Sonderkommando, które zajmowało się paleniem ciał w krematoriach oraz przygotowywaniu ludzi do wejścia do komory gazowej. Jego prace są świadectwem tamtych okrutnych czasów.